# ナチス・ドイツのフランス侵攻

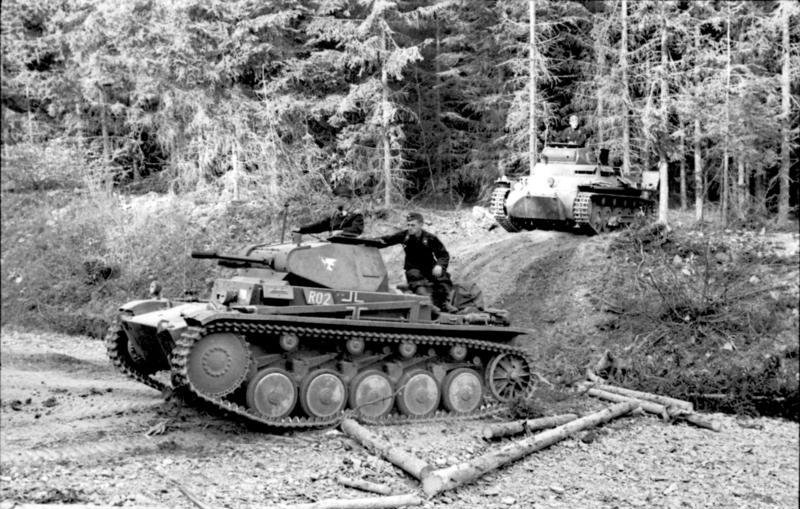
フランスを侵攻するI号戦車とII号戦車

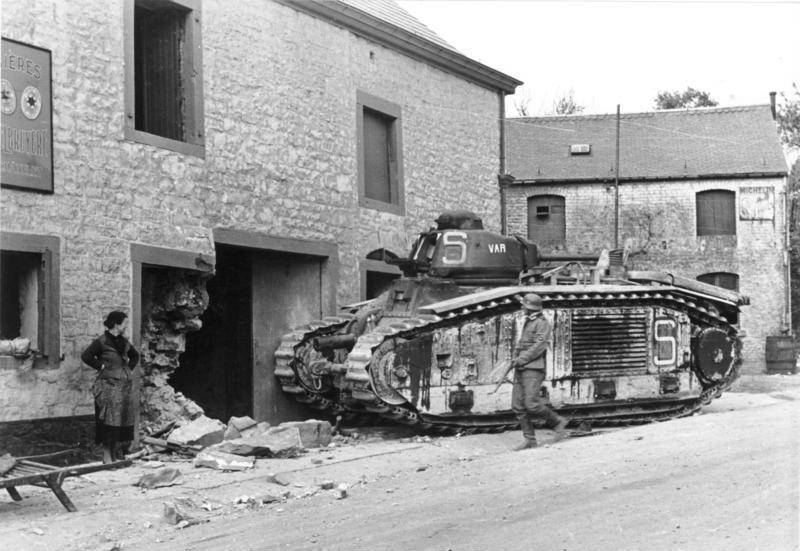
フランス軍のルノーB1重戦車。多くはドイツ軍を迂回させた

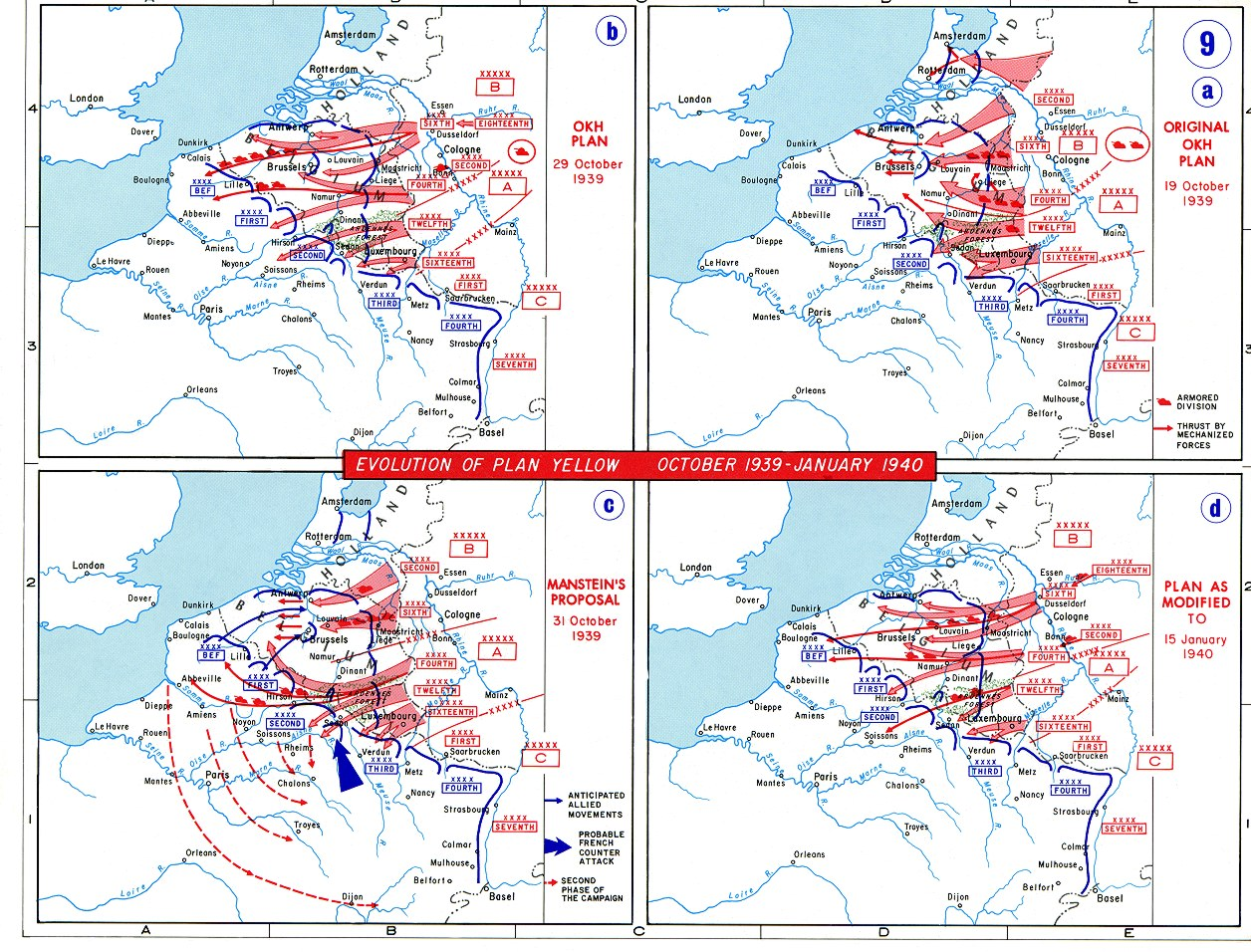
マンシュタインの侵攻計画含む4つの軍事プラン

ナチス・ドイツのフランス侵攻（ナチス・ドイツのフランスしんこう）は、第二次世界大戦中の1940年5月に発生したドイツ国防軍をはじめとする枢軸国軍と連合国軍とのベネルクス三国・フランス北部での戦闘である。ドイツ軍の電撃戦が最も成功を収めた例と考えられている。
フランスの戦い（フランス語: Bataille de France）、西方戦役（ドイツ語: Westfeldzuge）とも呼ばれる。ドイツ側の作戦名は第1フェイズ（ベネルクス三国、フランス北部侵攻）が黄色作戦（Fall Gelb、ファル・ゲルプ）、第2フェイズ（ソンム川以南への侵攻）が赤色作戦（Fall Rot、ファル・ロート）である。

## 概要
1939年9月1日にドイツ軍がポーランドに侵攻したことを受けて9月3日、フランスはイギリスとともにドイツに宣戦布告したが、フランス・ドイツ国境地帯（アルザス＝ロレーヌ）において戦闘はほとんど起こらず、フランス人が言うところの「奇妙な戦争」の様子を見せていた。
開戦から半年以上が過ぎた1940年5月10日、ドイツ軍はオランダ、ベルギー、ルクセンブルクのベネルクス三国に侵攻を開始。ベルギー北部で防御戦を展開するという戦前からの計画（ディール計画）に従ってフランス・イギリス連合軍は軍の主力をベルギー方面に進出させ、フランス・ドイツ国境地帯においてもマジノ要塞を挟んでドイツ軍と対峙していたが、ドイツ軍はベネルクス三国とマジノ要塞の中間に位置し、フランス軍の防御が手薄となっていたアルデンヌの森から装甲部隊を進撃させた。
5月15日、ドイツ装甲部隊はスダン（セダン）付近でミューズ川を渡り、5月20日には英仏海峡に到達し、英仏軍左翼は包囲されてしまった。5月21日、22日に、ドイツ軍突出部を切り取ってしまうための英仏軍の反撃が行われたが失敗した。5月28日には、ベルギーは降伏した。5月末、包囲された英仏軍の多くはイギリス本土への撤退にかろうじて成功した（ダイナモ作戦）が重装備はすべて失われた。
フランス側は、ソンム河沿いの防衛線ウェイガン・ラインで防衛する計画であったが、ソンム河南岸には既にドイツ軍橋頭堡が存在しており、制空権はドイツ側にあり、戦力比は大幅劣勢であった。
6月5日に、ドイツ軍の南部侵攻作戦「赤色作戦（Fall Rot）」が始まった。
6月10日には、それまで様子を見ていたイタリアが、英仏に宣戦した。
6月14日、ドイツ軍は無防備都市宣言されていたパリに無血入城し、6月16日、フランスのポール・レノー内閣は総辞職し、後継のフィリップ・ペタン元帥はドイツへの休戦を申し入れた。6月22日、コンピエーニュの森において休戦条約が調印された（独仏休戦協定）。フランス軍の大半は武装解除され、アルザス＝ロレーヌ、サヴォワ・ニースはそれぞれドイツ、イタリアに割譲されたものの、フランスは主権国家として存続することとなった。しかしパリを含む北部フランスはドイツ軍の占領下におかれ、ペタンを首班とするヴィシー政権の影響力は南部に限定された上に内政外政ともにドイツの影響下に置かれることとなった。一方、前国防次官シャルル・ド・ゴール准将はイギリスへ亡命して「自由フランス」を結成し、フランス国民に対独抗戦の継続とヴィシー政権への抵抗を呼びかけた。

## 戦いの背景
ヒトラーは、ポーランド侵攻の直後に西部戦線での戦闘を予定していたが、欧州の冬の悪天候は空軍の支援に向いてなく、翌年に延期された。一向に戦闘が始まらないこの戦争を、イギリス人、アメリカ人は「奇妙な戦争」、ドイツ人は「座り込み戦争」と称した。
マジノ線の建設により、フランス領内への直接侵攻が困難となったこともあり、当初のフランス侵攻作戦計画は第一次世界大戦に行ったシュリーフェン・プランを踏襲する予定であった。しかし1940年1月10日、ドイツ空軍第2航空艦隊参謀将校が、第一次黄色作戦での第2航空艦隊運用計画書を所持したまま、ベルギー領内へ不時着してベルギー軍憲兵に逮捕され、焼却に失敗した書類の一部が押収されるという事件が発生した（メヘレン事件）。
そのため作戦内容が連合軍側へ漏洩してしまったと想定せねばならず、1月16日にヒトラーは作戦内容の変更を決意した。検討の結果、第一次世界大戦に従軍し西部戦線での悲惨な塹壕戦を経験していて、シュリーフェン・プランに不満を抱いていたヒトラーの後押しもあり、当時中将だったエーリッヒ・フォン・マンシュタインの作戦計画（マンシュタイン計画）が採用された。これはシュリーフェン・プランと同様、ドイツ軍主力はベルギーから攻め込み、英仏海峡に達するというものではあったが、攻勢正面をベルギー北部の平野部に置くシュリーフェン・プランと異なり、ベルギー南部からルクセンブルクまでのアルデンヌ森林地帯を攻勢正面としていた。
マンシュタイン計画に基づいて、ドイツ軍はマジノ線に対抗するC軍集団、ベルギーとオランダに侵攻する歩兵主体のB軍集団と、アルデンヌの森林地帯を抜ける装甲師団主体のA軍集団の三つに分かれ、1940年5月10日一斉に攻勢を開始した。これに対し、フランス軍とイギリス海外派遣軍（BEF）は、ディール計画に基づいて、ベルギー領内に進軍した。

## 戦いの経過

### 空挺作戦による要塞制圧
B軍集団の侵攻ルートにはベルギー・オランダの要塞が各所に点在しており、装甲師団の多く（10個師団中、7個師団）は A軍集団に配置されたため、空挺部隊による制圧が行われた。5月10日、ベルギーのエバン・エマール要塞にグライダーで工兵が降下し、各トーチカに爆薬を貼り付け、破壊活動を行った（翌日歩兵部隊が到着し制圧）。その後もドイツ軍はオランダの各要塞に落下傘降下を行い、ロッテルダムに戦略爆撃を行うなどし、オランダは戦闘能力を失って14日に降伏した。

### A軍集団の進撃
森林地帯を抜けたA軍集団がムーズ川（ミューズ川）の対岸で遭遇したのは、予想通り弱体なフランス歩兵部隊だった。5月13日、3個装甲師団がスダン（セダン）で渡河作戦を開始、激しい支援爆撃の下に橋頭堡を確保し、15日には渡河に成功した。以後、ムーズ川各所で残りの装甲師団も渡河に成功し、スダン東南における戦闘ではフランス軍が降伏。ドイツ軍発表では司令官の将官級2人を含む12000人が捕虜となった。ドイツ軍は、敵部隊のいないフランス北部をイギリス海峡に向けて突進した。

### 連合軍の総退却
5月16日、A軍集団が背後へなだれ込んだことを知らされた連合軍は総退却を開始。しかし、機動力に勝るA軍集団にパリ方面への退却を阻まれ、イギリス海峡方面へと追い詰められていく。

### アラスの戦い
5月19日、ついにドイツA軍集団の先頭を行く第二装甲師団がドーバー海峡に達し、連合軍はフランス本土から切り離されてしまった。しかし、一方でハインツ・グデーリアンの装甲軍団は突出しすぎて後続の歩兵各師団とは離れてしまっており、連合軍の背後を完全に遮断するには至っていなかったため、連合軍のフランス本土への退却はまだ可能なように思われた。英国陸軍参謀総長エドムンド・アイアンサイドは、フランス軍司令部がA軍集団への反撃および連合軍-フランス本土間の連絡線の確保のための行動を起こさないことに業を煮やし、自ら作戦に介入することを決意した。ただし実際には、連合軍はドイツB軍集団による北東方向からの激しい圧迫を受けており、反対方向の南方面に転進させる兵力の余裕はなかった。
アイアンサイドはBEF司令官ゴート子爵ジョン・ヴェリカーと協議し、フランス第一軍集団司令官ガストン・ビヨットを説得して、英仏共同による南方面への反撃を行うことで同意に至った。21日、予備兵力として温存されていたイギリス海外派遣軍二個師団によるアラス方面への反撃が開始された。しかし、事前の連絡不徹底と英仏両軍間の不和により、同時に行われるはずであったフランス二個師団によるカンブレー方面への攻撃は翌22日に延期されてしまった。また、これも事前確認の不徹底により、二個師団によって全力で行われるはずであった英軍によるアラス方面への反撃も、実際には戦車二個大隊と歩兵二個大隊にフランス軍の戦車が若干加わっただけの兵力で行われた。
だが、この反撃はタイミングがよかったため予想以上の効果をもたらした。無線設備をほとんど持たず、ドイツ軍に制空権を掌握され偵察もできなかった英軍にとってはまさに五里霧中の作戦行動であったが、ちょうどアラスを迂回して突進中であったエルヴィン・ロンメルの第七装甲師団の横っ腹に突っ込む形となったのであった。当時、第七装甲師団の戦車連隊は二つとも遠く前進してしまっており、アラスの南側を進撃中であった狙撃兵連隊（名称は「狙撃兵」だが、実態は自動車化歩兵）と砲兵隊が、英軍の戦車二個大隊による襲撃を受けることになった。
本来、第七装甲師団の北側を防御するはずだった第五装甲師団は進撃が遅れており、第七装甲師団の南側を併走していたSS師団「トーテンコップ」は戦闘経験がなく、英軍の戦車を目にするや戦わずして逃亡してしまった。第七装甲師団は直ちに対戦車陣地を構築して迎え撃ったが、師団長のロンメルは不在であり、英軍のマチルダII歩兵戦車の分厚い装甲に37mm対戦車砲が歯が立たず、英軍に突破されてしまうかに思われた。しかし、前進していたロンメルが戻ってくるとドイツ側は陣地の再構築を行い、特に88mm高射砲による水平射撃がマチルダII歩兵戦車に有効だったこともあり、英軍戦車の突進を食い止め、撃退することに成功した。さらに退却する英軍戦車大隊を、救援要請を受けたドイツ空軍の急降下爆撃機部隊が追撃し、英軍によるアラス方面への反撃はわずか半日で失敗、終結することになった。
一方、翌22日にフランス軍によるカンブレーへの攻撃が行われたが、前日のアラスでの戦いで警戒を強めていたドイツ空軍にすぐ発見されてしまい、激しい空爆を受けてやむなく撤退した。こうして、連合軍による南方面への反撃はたいした戦果を挙げることもなく失敗に終わった。
しかしこの戦いは二つの波紋を呼んだ。ひとつは、BEF司令官ゴートに英国本土への撤退を決意させたことと、もうひとつは連合軍が反撃してきたことにショックを覚えたヒトラーが、快進撃を続ける装甲各軍団に停止命令を下したことであった。結果として、ふたつの波紋がダンケルクの奇跡を起こすことになった。

### ダンケルク包囲戦
5月28日、ベルギーが降伏した。A軍集団はイギリス海峡のブーローニュ・カレーなどの港湾都市を制圧した。連合軍は西からはA軍集団装甲部隊・南からは歩兵隊・東からは追撃してきた B軍集団によって、港湾都市ダンケルク周辺で完全に包囲された。しかし、装甲師団に損害が出るのを恐れたヒトラーは、ゲーリングが「空軍のみで連合軍を撃破できる」と主張したこともあり、5月23日に進軍停止を命じた。数日後に装甲師団が進撃を再開した時、ダンケルクはすでに要塞化されており、ドイツ軍がこれを制圧したのは6月5日、その間に連合軍将兵34万人はイギリスへの脱出に成功していた。

## 休戦協定の調印

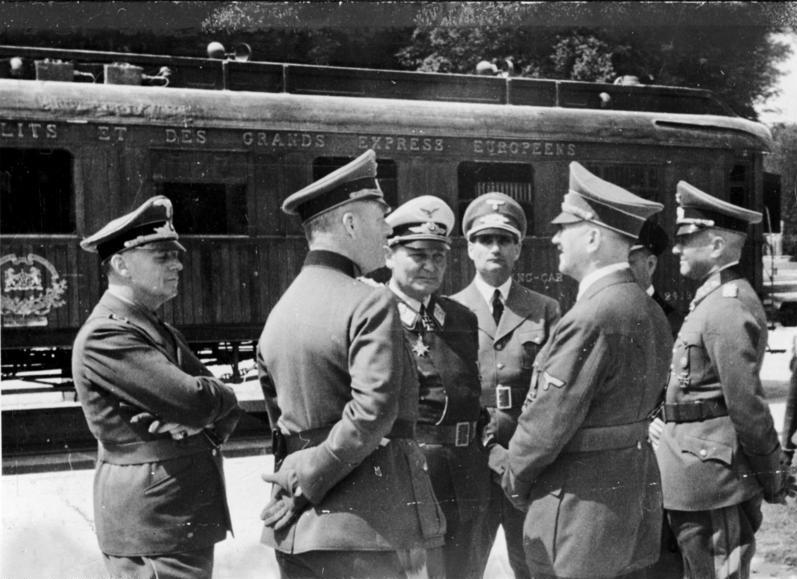
フランス代表との休戦協定調印式に出席したヒトラー。ゲーリングの姿も見える

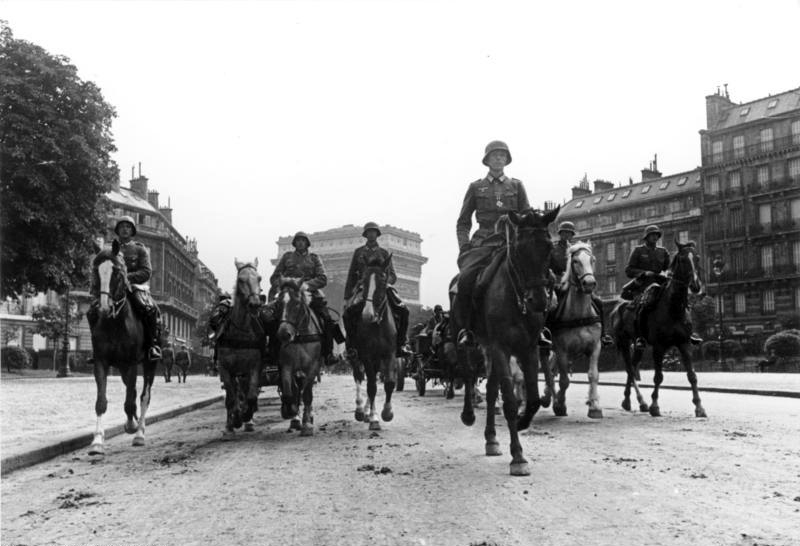
パリでのドイツ軍のパレード

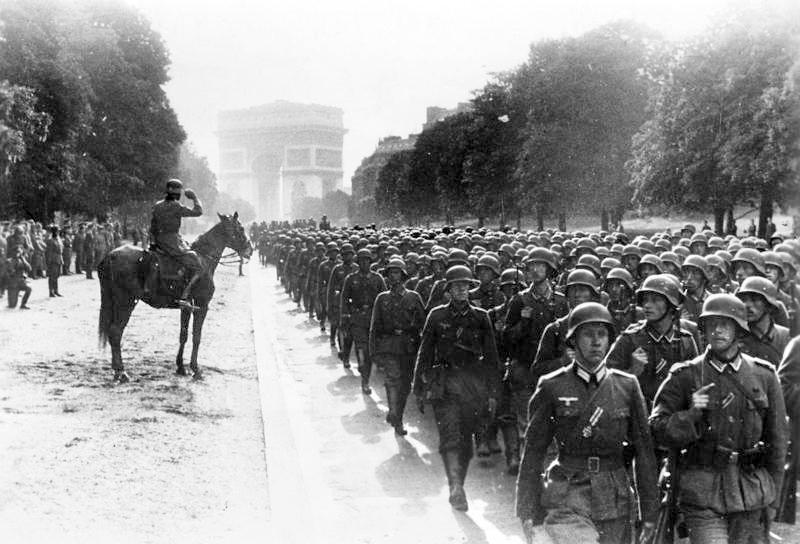
パレードの様子

エトワール凱旋門で行進を行うドイツ軍

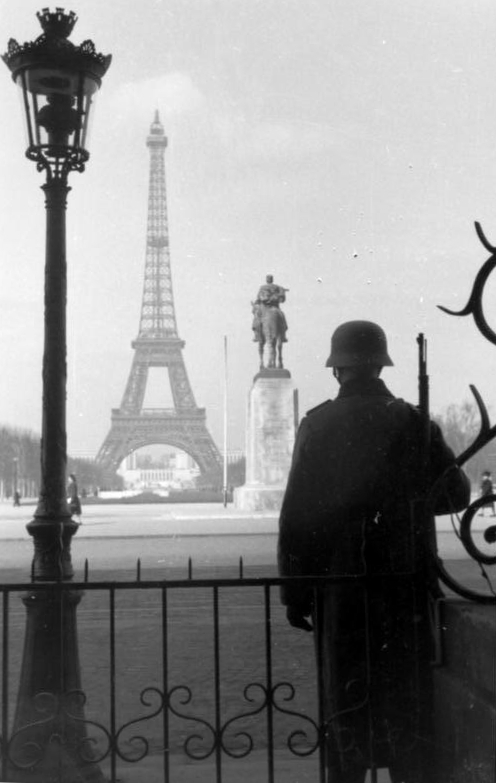
1943年、占領下でのドイツ兵、パリ・シャン＝ド＝マルス公園

イギリス軍将兵と一部のフランス軍将兵はイギリスへ脱出したものの、これは戦車・火砲など重機材を放棄しての脱出だった。その後のフランスは、残存部隊やマジノ要塞から引き抜いた歩兵主体の部隊で防衛するしかなかった。イギリス軍は歩兵2個師団を再び派遣しているが、のちにエアリアル作戦で撤退した。
ダンケルク包囲戦が終わりドイツ軍が進撃を再開すると、フランス政府は6月10日にパリを無防備都市と宣言して放棄、政府をボルドーに移した。同日、イタリアが英仏に対し宣戦を布告。
6月14日にはドイツ軍がパリに無血入城した。
6月16日、ポール・レノーが辞職し、休戦派のフィリップ・ペタンが首相となり、フランス政府はドイツに休戦を申し込んだ。
6月22日、第一次世界大戦におけるドイツの休戦協定が締結されたコンピエーニュの森で同じく調印作業に使われた食堂車の中で、ドイツ代表とフランス代表は休戦協定に調印した（独仏休戦協定）。
6月25日0時35分、停戦が発効した。

## フランスの敗因

### 効果がなかった同盟国戦略
第一次世界大戦が終わった後、フランスの指導部は、将来のドイツによる復讐に備えて、同盟国を育てることにした。フランスが選んだのは、ポーランド、チェコスロバキア、ベルギーであった。ポーランド、チェコスロバキアは、戦間期にフランスの軍事経済援助を受けて軍備を充実させた。しかし、1938年3月に始まったズデーテン危機は、1939年3月に、チェコスロバキア解体という結果に終わった。シュコダ社の兵器生産工場やチェコスロバキア軍の装備は、そっくりドイツに引き継がれ、特に、LT-35,LT-38戦車は、対フランス戦で有効に活用された。
開戦とともに、ポーランド軍は、期待されていたドイツ軍を東部に牽制する役目は十分に果たしたが、英仏軍は、その機会を活かすことはなかった。ドイツがポーランド戦に全力を注力していた9月は、独仏国境ではフランス軍は圧倒的な量的優勢であったが、フランス軍は、お茶を濁す程度の攻勢を行っただけで、ザール地方で約10kmほど進撃したのち、すぐ撤退してしまった（まやかし戦争）。
1934年にレオポルド3世が即位すると、ベルギーはフランスとの同盟から国際連盟重視へ次第に外交方針を切り替え、同盟関係はやがて消滅してしまった。フランス側の対独戦略は、ディール計画が根幹であって、ベルギー領内へのフランス軍の展開を前提としていたにもかかわらず、両国間での協同作戦計画が練られることはなかった。

### ドイツ軍戦略にはまりこんでいた英仏軍戦略
フランスの対独戦略は、スイス国境からアルデンヌ地区までは、マジノ線で防衛する。ディール計画で、英仏軍は、ベルギー領ディール河まで前進し、そこで進撃してくるドイツ軍をベルギー軍とともに迎え撃つ。アルデンヌの森は、大規模な軍事行動が不可能と考えられていたので、予備役兵を主体とした弱体の第9軍が守備を担当した。つまり、英仏軍の優良部隊はベルギーへ進撃して空回りし、アルデンヌの森を進撃してきたドイツ軍主力部隊は、弱体のフランス軍が迎え撃つことになった。

### 劣勢だった空の戦い
イギリス、フランス、ベルギー三国の戦闘機数は、奇妙な戦争のあとの西方戦役が始まった当時は、ドイツ側より多かった。ドイツ側では、”奇妙な戦争”の間に、より高速なメッサーシュミットBf109E型の生産・配備が順調に進みドイツ空軍の主力になった。当時、フランス空軍の戦闘機は、モランソルニエMS406、ブロックMB150、カーティスH75（P-36のフランス向け輸出版）などであったが、もっとも機数の多いMS406は、Bf109Eに対して目立って劣っていた。
フランス空軍で、Bf109Eに互角に対抗できるのは、配備が始まったばかりのドヴォアチンD520であり、政府は大量発注を行っていたが、搭載エンジンの生産問題もあり、生産数は限られていた。イギリス空軍では、Bf109Eに互角に対抗できる機種は、スーパーマリン・スピットファイアであったが、フランス側の度重なる要請にもかかわらず、イギリス空軍はスピットファイアは本国部隊へ優先配備という方針を頑として変えず、フランスへ送られたのは、ホーカー・ハリケーンと旧式化したグロースター・グラディエーターの飛行隊であった。
ダンケルク以降は、イギリス空軍首脳は本国の防空を最優先とし、やはり度重なるフランス側の要請にもかかわらず、新規に戦闘機隊をフランスへ送ることはなかった。イギリス本土南部に展開されたイギリス空軍戦闘機のほとんどは、航続距離の問題があり、フランス本土上空での戦いに寄与することは僅少であった。
ドイツの地上軍は、ユンカースJu-87などの地上支援攻撃に強く依存しており、低速のJu-87は敵戦闘機の攻撃に脆弱だったが、空の戦いは概してフランス側に劣勢だったので、フランス空軍によるJu-87の地上攻撃の妨害も不十分だった。

### コマンド＆コントロールでの劣位
Robert A Doughtyによれば、1922年から1939年の間、フランス陸軍が通信機器に費やしたのは、全予算のわずか0.15%であった。1940年のヴィンセンヌのガムランの総司令部は、無線設備とテレタイプを持っておらず、情報の受領と指令はオートバイ伝令に頼っていたが、急速に変化する状況に対応できなかった。
また、ドイツ軍戦車の多くが無線を装備していたのに比べて、フランス軍戦車の80%近くは無線を装備しておらず、無線を装備していない戦車との交信は、手旗信号で行われていた。
なお、1940年5月21日、レノー首相が行った国会報告中の敗因分析では、ドイツ側が偽電話により後方攪乱を行っていたことに触れている。

### ドイツ装甲部隊の進軍速度についての認識不足
フランス軍はドイツ軍の進撃速度を予測できなかった。それを裏付ける偵察情報を得て反撃の機会があったにもかかわらずそのような進撃速度での前進は「不可能」であるというフランス軍司令部の思い込みによって無視され、結果的に反撃の機会を失った。
このドイツ軍の進軍速度は、ドイツ軍の一部が自動車化されていた点を考慮しても予想を超えるものであって、実際にドイツ軍兵士の三日三晩不眠不休の進軍が支えたものであった。
この超人的な不眠不休の行軍を支えたのが、当時滋養強壮剤としてドイツ軍兵士に支給された製薬会社テムラー社が製造したペルビチンであり、その成分は現在でいう覚せい剤であった。

### 危機的な状況での総司令官交替
ドイツの装甲軍団が英仏海峡を目指して驀進していた5月19日、レイノー首相は総司令官のガムランを解任し、後任に、73歳のマキシム・ウェイガン上級大将を起用した。同時に、副司令官のアルフォンス・ジョルジュ上級大将も解任された。ウェイガンは、当時、中東戦域司令官でシリアにいたが、5月20日に帰国してガムランの司令部を引き継ぎ、20日と21日を、前線視察、ベルギー国王、ゴート卿(イギリス大陸派遣軍司令官)、ガストン・ビヨット大将(第1軍集団司令官)、との会合の為の旅に費やした。20日に、ドイツ軍は英仏海峡に到達した。英仏軍が大勢を挽回するためには、自動車化されていないドイツ軍歩兵の進撃が装甲部隊に追いつかない為、脆弱なままであるドイツ軍突出部を、側面から攻撃して切り取ってしまうことであった。しかし、総司令官交替にともない貴重な2日を空費し、計画されていた反撃は遅れ、かつ、南北、英仏、陸空、装甲・歩兵・砲兵の連携を欠いており、失敗してしまった。

## その後
独仏休戦協定の結果、パリを含むフランス北部はドイツの占領下に置かれた。南部はイタリアの占領地域を除く部分のフランス政府の主権が認められた（自由地区）。フランス軍の動員は解除され、占領地区における軍備はドイツ軍に押収された上に、南部の自由地区に置かれた軍備についても監視が付き、新たな武器製造は禁止された。海軍艦艇についても植民地の維持に必要なもの以外は独伊によって押収された。
7月1日、フランス政府は首都をボルドーからヴィシーに移した。このため、この時期の政権はヴィシー政権と呼ばれる。
国民議会は7月10日には、「ペタンとその政府にすべての権限を与える」という憲法的法律を成立させた。これによりフランス第三共和政を形成していた原理は事実上崩壊した。ヴィシー政府は敗戦の反省から、「過度な個人主義の抑制・国家への忠誠を無視した教育の変更・宗教の再興」を掲げる、「国民革命」を標榜した。青少年に軍隊式のスパルタ教育を施し、離婚・中絶・売春を禁止し、カトリックを支援した。経済面でも個人主義を抑制し、社会主義的な労使協調を行った。さらに強制労働（義務協力労働、STO）・ユダヤ人への迫害・秘密警察の設置などが行われた。戦争においては中立を標榜していたものの、資源面などでドイツに協力した。
徹底抗戦を主張する前国防次官のシャルル・ド・ゴール少将はイギリスへ亡命し、自由フランス国民委員会（自由フランス）を樹立し、フランス国民に抗戦を呼びかけた。カメルーン、仏領赤道アフリカ等の一部植民地はこれに呼応し、のちに自由フランス軍が創設された。また、フランス国内ではレジスタンスがドイツ軍や政府に対する抵抗運動を行った。
イギリスのチャーチル首相は、フランス海軍艦艇がドイツ軍の手に渡ることを恐れ、フランス海軍艦艇を撃破するため、カタパルト作戦の実施を命じた。イギリス海軍H部隊は、7月3日にメルセルケビール（メルセルケビール海戦）、9月23日にダカールを襲撃し（ダカール沖海戦）、フランス海軍艦艇に大損害を与えた。この為、ヴィシー政権とイギリスの関係は戦争寸前の状況まで悪化したが、ヴィシー政権は宣戦はしなかった。
ドイツでは、先の大戦で4年以上の歳月と膨大な犠牲を払っても達成できなかったフランスの打倒を、ヒトラー自身も驚いたほどの軽微な損害で短期間に達成したことで、国民のヒトラーに対する支持は絶頂を迎えた。国防軍内部であった反ナチス運動も低調になり、軍内部でヒトラーの権威に逆らうことはますます困難になった。

## この戦い及び占領下のフランスを舞台とした作品
映画
- 渡洋爆撃隊 (Passage to Marseille) 1944年 アメリカ映画 マイケル・カーティズ監督
- 禁じられた遊び (Jeux Interdits) 1952年 フランス映画 ルネ・クレマン監督 ブリジット・フォッセー主演
- 激戦ダンケルク (Dunkirk) 1958年 イギリス映画 レスリー・ノーマン監督
- ダンケルク (Week-End A Zuydcoote) 1964年 フランス・イタリア合作映画 アンリ・ヴェルヌイユ監督
- 影の軍隊 (L'Armee des Ombres) 1969年 フランス映画 ジャン・ピエール・メルヴィル監督
- ダンケルク (Dunkirk) 2017年 イギリス、オランダ、フランス、アメリカ合衆国の4カ国合作映画クリストファー・ノーラン監督

コンピュータゲーム
- The Saboteur - 2009年12月に欧米で発売されたアクションゲーム。舞台がナチス占領下のパリ。

ボードゲーム
- 1940（Game Designers' Workshop、コマンドマガジン日本版38号）
- The Fall of France（Game Designers' Workshop、ホビージャパン）
- Case Yellow（GMT Games）
- France'40（GMT Games、コマンドマガジン日本版127号）
- Victory in the West（GMT Games）
- The Blitzkrieg Legend（MultiMan Publishing）
- No Retreat 3（Victory Point Games）

ドキュメンタリー番組
- 「WWⅡ 最前線 カラーで蘇る第二次世界大戦」「エピソード1 電撃戦」(2019年配信のNetflix独自制作ドキュメンタリー番組）